# بطولة الاتحاد الدولي للسيارات لسباقات التحمل
بطولة الاتحاد الدولي للسيارات لسباقات التحمل هو سباق سيارات عالمية تحت إشراف الاتحاد الدولي للسيارات. نظمت أول نسخة للبطولة في 2012.